# Carl von Dieskau (Landrat)
Carl von Dieskau, zeitgenössisch meist von Dießkau, (* 15. März 1679 in Benndorf; † 28. Oktober 1744 in Dieskau) war ein preußischer Landrat im Herzogtum Magdeburg und Rittergutsbesitzer. Er besaß die Güter Dieskau, Lochau und Trebsen.

## Leben
Er stammte aus der sächsischen Adelsfamilie von Dieskau und ist der Sohn des gleichnamigen Vaters, Carl von Dieskau.
Carl wurde preußischer Landrat.
Da er ohne männliche Nachkommen starb, fielen seine zahlreichen Güter an die mitbelehnten Verwandten.